# Tony et Alberto
Tony & Alberto est une bande dessinée humoristique de Dab's, publiée aux éditions Glénat. La série a été prépubliée dans le magazine Tchô !.

## Personnages principaux

### Les humains
- Tony

Tony est un petit garçon très turbulent, qui n'hésite pas à inventer des bêtises plus débiles les unes que les autres.
Il est facilement reconnaissable à sa petite mèche de cheveux jaune, à son T-shirt à rayures vertes et orange, et à son jean.
Tony compte à son palmarès plusieurs hospitalisations lourdes (fractures, brûlures).
Il tente régulièrement de créer une recette de Coca, qui se solde par des échecs et des catastrophes explosives. Le coca maison de Tony fera notamment muter une pâquerette en plante carnivore agressive, décoller une fusée dans l'espace, emmenant toute la bande en Afrique dans le tome 9.
On le connaît aussi pour avoir une certaine rancœur contre les animaux que lui apporte Alberto (taupes, chiens, panda, poisson rouge et pigeon). D'après une rumeur, on aperçoit que le comportement et l'imbécilité du garçon de Késako, la nouvelle BD de Dab's fait penser à un Tony à l'âge adolescent.
- Dominique

Dominique est la correspondante de Tony. Ce dernier ne l'apprécie pas beaucoup, mais il montre un certain attachement à elle par moments (il regrettera son départ après sa première visite et montrera des signes de remords après une dispute avec elle). Elle n'aime pas les jeux violents auxquels Tony joue et est souvent écœurée par son manque d'hygiène et de savoir-vivre. Contrairement à Tony, Alberto et Robert l'apprécient. Dominique adore jouer à la dinette est servir du thé et des gâteaux aux garçons (ce qui agace Tony).
Elle apparaît pour la première fois dans le tome 4 et viendra plusieurs en visite chez son correspondant par la suite. Elle disparaît en Chine dans le tome 8 en empruntant par erreur le tunnel que les taupes avaient utilisés pour ramener Pandi. Alberto et ses amis chiens partent la chercher, sans succès. Elle reviendra d'elle même dans le tome 8, sans évoquer son voyage ou son retour.
- Robert

Robert est l'un des meilleurs amis de Tony (il est toutefois plus prudent que ce dernier). D'un naturel plutôt calme, il accompagne régulièrement Tony, mais il désapprouve ses idées. Il apparait dans le premier gag du tome 1.
- Patrice

Patrice est l'un des meilleurs amis de Tony. Il peut faire des mauvaises blagues et aime bien se vanter.
- Rénato

Rénato est l'un des meilleurs amis de Tony. Il porte toujours des lunettes de vue.
- Roland

Roland est l'un des meilleurs amis de Tony. Il invente des trucs à l'école, mais quand Tony essaie de l'imiter, il se blesse immanquablement.
- Clémentine

Clémentine est la petite sœur de Robert et la copine de Dominique. Elle n'a qu'un seul défaut: elle est maladroite. À chaque fois qu'elle veut jouer avec Tony et ses amis, Tony est toujours bon pour l'hôpital. Voilà pourquoi Tony se méfie d'elle. Robert l'amène régulièrement car il doit la garder.
- Le docteur

Le docteur apparait dans les fins dans quelques planches.
C'est lui qui soigne Tony avec lors de ses (nombreuses) hospitalisations lourdes et qui débarrasse Alberto de son allergie aux poils de chat. (Dans certains planches, quand Alberto se change en Alberdog et combat un chat poursuivant une souris, il se gonfle comme un ballon !)
- Le toiletteur d'Atoutoutou

Le toiletteur n'apparaît que dans les interventions d'Alberdog quand celui-ci vient saccager Atoutoutou. Sa première apparition est dans 'Alberdog !. Alberto essaie par tous les tentatives pour le supprimer (par vengeance, avec Pandi,etc) mais il se fait tondre au rasoir à chaque fois!
- Madame Vieucajot

Madame Vieucajot était la maîtresse du chien Alberto. Dans le cauchemar du chien jaune dans une planche du tome 3, on voit que sa maîtresse ordonne à son chien de se tondre au rasoir pour devenir le plus beau chien du monde.
- Le facteur

C'est lui qui distribue les courriers. Parfois, il traite Alberto (en tant que Alberdog) d'affreux chien jaune (comme le toiletteur d'Atoutoutou et le chef Patchev). On apprend que son vrai nom est Raoul dans une planche du tome 8 où il se fait manger par la plante carnivore (que Tony a fabriqué par accident avec du coca maison).
- Le sorcier vaudou

Ce sorcier aide Tony et Alberto à réaliser leurs vœux. Alberto par exemple lui demanda de faire tomber Clémentine amoureuse de lui. Tony lui demande souvent des objets pour nuire à Dominique, mais c'est lui qu'il blesse la plupart du temps.

### Les animaux
- Alberto

Ce grand chien jaune est le fidèle compagnon de Tony, et il n'est jamais loin lorsque Tony invente une nouvelle bêtise.
  
Entre deux Smégalberto, un sandwich immonde à la sardine et au sirop d'érable, il se pare de son plus beau bandeau, et devient Alberdog, le justicier masqué. Et pourtant, cet anti-héros déclenche plus de catastrophes qu'il n'en résout, notamment à cause de son allergie aux chats.
- Pandi

C'est un gros panda qui apparaît le tome 6. Il est ramené de Chine par les taupes qui le prennent pour une taupe géante. Pour Alberto, c'est un animal de compagnie, mais pour Tony, c'est un énorme animal féroce. Pandi ne se nourrit pas de bambous mais s'il voit des fleurs ou sent le parfum de Dominique, il devient violent et dévore les fleurs comme un sauvage ! Il n'a même pas accompagné Alberto et ses amis pour aller en Chine pour retrouver Dominique dans le tome 8.
- Les taupes

Elles apparaissent pour la première fois dans le tome 3, et sont au nombre de 10. 

On peut supposer qu'elles sont de nationalité russe, vu que leurs prénoms sont : Pétrouchka, Véra, Pétra, Navratilova, Adrianna, Pétula, Tina, Ursula, Manouchka, et Anna.
- Maciste

Un chien costaud, peut-être un saint-bernard.
- Fadièse

Un petit chien compagnon des autres.
- Jean-Laurent

Un chien blanc calme et neutre, assez maladroit.
- Claytus

Claytus est le cousin américain d'Alberto. Il est reconnaissable à sa casquette, son pelage orange et son gilet.
Sa toute prèmière apparition est dans Smégalberto dont son gilet est plus clair. Au tome 4, Claytus rejoint l'équipe d'Alberdog (on peut l'appeler "Claydog" ou "Claytus-Dog" ). De même, il raconte l'histoire de son arrière-grand-père, Malph, il était le frère de Ralph, l'arrière-grand-père d'Alberto. Ces derniers se battaient à chaque fois, alors, lors de la guerre de Sécession, Ralph entra chez les Nordistes et Ralph chez les Sudistes et furent chacun engagés comme éclaireurs (ce qui est loin d'apaiser leur relations, puisqu'ils ne perdaient pas une occasion de se battre). Mais à la fin de l'histoire, c'est Alberto et Claytus qui se disputent à leur tour !
- Pipo

- Gérard

Le poisson rouge préféré d'Alberto. Après avoir passé un séjour dans les égouts, Gérard a un comportement très bizarre (Tony le qualifie de "dépressif" et trouve qu'il "ne pense qu'à faire le mur"). Il est propulsé dans l'espace par Tony lorsqu'il fera goûter son coca maison au poisson rouge.
- Gunter

Un chien robuste et brutal qui menace les autres chiens, surtout quand on touche à son frère 
- Calogéro

Calogéro est un pigeon démoniaque qui a été transformé en pigeon voyageur par Alberto afin de porter ses lettres à Dominique. Tony le déteste au point de vouloir le tuer. En effet, Tony avait tenté de se servir du pigeon pour porter une lettre d'insultes à sa correspondante Dominique. Mais l'oiseau remplaçait les insultes par des mots doux, poussant Dominique à croire que Tony était amoureux d'elle. Quand Tony remarqua les manigances du volatile, il se mit à le haïr.
- Les poussins

Ils viennent des œufs initialement utilisés par Tony dans un de ses jeux. Ils choisissent rapidement Tony comme père au grand désespoir de ce dernier. Tony a fini par s'attacher à eux, bien qu'il n'aime pas le montrer.

### Les personnages du Centre de Dressage
Ils apparaissent uniquement dans le tome 5.

Alberto est envoyé dans un Centre de Dressage, pour avoir une nouvelle fois attaqué le facteur, déchiré le courrier, et avalé le coupon gagnant d'un jeu-concours (100 000 € à la clé !)
- Le Chef Patchev

Copie conforme du sergent Hartman du film Full Metal Jacket.
- Rufus

A été envoyé au Centre car il creuse des trous partout.
- Toby

A été envoyé au Centre car il a mangé le canapé du salon.
- Sultan

A été envoyé au Centre car il aboie tout le temps.
- Saucisse

A été envoyé au Centre car il ne veut pas faire le beau.
- Clotaire

A été envoyé au Centre car il a fait pipi dans le verre à dents.
- Face de prout

A été envoyé au Centre car il n'obéit pas. Ses compères l'appellent comme ça parce qu'à chaque fois qu'on lui parle, il répond "Prrrrr" Et dès qu'il doit faire le ménage, il pète.

## Albums
1. Smegalberto, 2000  (ISBN 2-7234-3089-8).
2. Alberdog !, 2001  (ISBN 2-7234-3407-9).
3. Albertonynocanichou, 2002  (ISBN 2-7234-3696-9).
4. Super Blaireau, 2003  (ISBN 2-7234-4185-7).
5. Yes sir !, 2004  (ISBN 2-7234-4522-4).
6. Pandi, Panda, 2005  (ISBN 2-7234-5170-4)[1].
7. Pigeon, vole !, 2006  (ISBN 2-7234-5599-8).
8. Electrotoutou, 2007  (ISBN 978-2-7234-5870-2).
9. Africanin, 2009  (ISBN 978-2-7234-6307-2).
10. Où est Tony ?, 2011  (ISBN 978-2-7234-7949-3).
11. Q.I. cuit !, 2012  (ISBN 978-2-7234-8975-1).
12. Panik dermik, 2014  (ISBN 978-2-7234-9711-4).

## Série d'animation
Tony et Alberto est une série d'animation française, coproduite par Toon Factory et 2 Minutes, réalisée par Éric Bastier en 2012.
En France, elle a été diffusée sur M6 et Canal J.

### Distribution
- Fanny Bloc : Tony
- Emmanuel Fouquet : Alberto / Rénato
- Frédérique Marlot : Dominique
- Philippe Roullier : Jean-Laurent / Roland
- Benoît Allemane : Maciste
- Nathalie Bienaimé : Fadièse / Bertille, la caniche rose qui déteste Alberto
- Caroline Combes : Clémentine
- Vincent de Boüard : Robert

 Source et légende : version française (VF) sur RS Doublage et crédits du générique de fin.
- Version originale
  - Direction artistique : ?
  - Studio d'enregistrement : Tabb Studios
  - Adaptation : Emmanuel Fouquet et Philippe Girard